# Stredoslovenský kraj

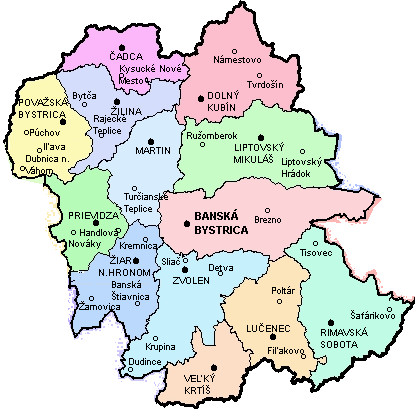
Karte des Krajs mit Okresy

Der Stredoslovenský kraj („Mittelslowakischer Bezirk“) war in den Jahren 1960–1969 und 1970–1990 eine territoriale Einheit im slowakischen Teil der Tschechoslowakei. Seine Fläche war im Jahr 1978 17.976 km² und es lebten 1.492.144 Einwohner. Landeshauptstadt war Banská Bystrica. Die größten Städte waren Ende der 1970er Jahre Banská Bystrica (69.000 Einw.), Žilina (66.000 Einw.) und Martin (57.000 Einw.). Er grenzte im Norden an Polen, im Osten an den Východoslovenský kraj, im Süden an Ungarn, im Westen an den Západoslovenský kraj und im Nordwesten an den tschechischen Severomoravský kraj.
Der Kraj war der größte und vielfältigste Kraj der ČSSR. Das Gebiet umfasste die Gebirge Javorníky, Beskiden, Kleine und Große Fatra und Westtatra. Die Westgrenze wurde von den Gebirgen Strážovské vrchy, Vogelgebirge und Štiavnické vrchy gebildet. Vom Gebiet von Banská Bystrica verlaufen die Niedere Tatra und das Slowakische Erzgebirge, die ins Gebiet des Východoslovenský kraj greifen. Der niedrigste Teil war entlang der Grenze zu Ungarn die Juhoslovenská kotlina mit einer Höhe von etwa 200 m. Der höchste Gipfel war die Bystrá (2248 m n.m.) in der Westtatra.
Die wichtigsten Flüsse mit ihren Tälern waren die Waag im Norden, Hron im Zentrum und Ipeľ im Süden. Andere kleinere Flüsse sind die obere Nitra, Kysuca, Slatina und Rimava.
Ende 1990 wurde der Kraj aufgelöst. Auf dem Gebiet befindet sich heute der Žilinský kraj, Banskobystrický kraj und teilweise Trenčiansky kraj.
Der Bezirk teilte sich in mehrere Kreise („okres“). Nachfolgend eine Tabelle der Kreise:
| Nr. | Okres             | Kfz-Kenn. | Fläche (km²) | Einwohner (1. Jan. 1978) | Dichte | Heutige Okresy                               |
| --- | ----------------- | --------- | ------------ | ------------------------ | ------ | -------------------------------------------- |
| 1   | Banská Bystrica   | BB, BC    | 2.076        | 157.315                  | 76     | Banská Bystrica, Brezno                      |
| 2   | Čadca             | CA        | 936          | 118.747                  | 127    | Čadca, Kysucké Nové Mesto                    |
| 3   | Dolný Kubín       | DK        | 1.661        | 102.901                  | 62     | Dolný Kubín, Námestovo, Tvrdošín             |
| 4   | Liptovský Mikuláš | LM        | 1.966        | 124.193                  | 63     | Liptovský Mikuláš, Ružomberok                |
| 5   | Lučenec           | LC        | 1.312        | 95.757                   | 73     | Lučenec, Poltár                              |
| 6   | Martin            | MT        | 1.127        | 102.163                  | 91     | Martin, Turčianske Teplice                   |
| 7   | Považská Bystrica | PX        | 1.194        | 149.435                  | 125    | Ilava, Považská Bystrica, Púchov             |
| 8   | Prievidza         | PD        | 959          | 124.820                  | 130    | keine Änderung                               |
| 9   | Rimavská Sobota   | RS        | 1.815        | 98.251                   | 54     | Revúca, Rimavská Sobota                      |
| 10  | Veľký Krtíš       | VK        | 874          | 45.062                   | 52     | keine Änderung                               |
| 11  | Zvolen            | ZV        | 1.697        | 114.067                  | 67     | Detva, Krupina, Zvolen                       |
| 12  | Žiar nad Hronom   | ZH        | 1.264        | 93.619                   | 74     | Banská Štiavnica, Žarnovica, Žiar nad Hronom |
| 13  | Žilina            | ZI, ZA    | 1.095        | 166.414                  | 152    | Bytča, Žilina                                |